# ساتيسفاكتوري
ساتيسفاكتوري (بالإنجليزية: Satisfactory)‏ هي لعبة من نوع محاكاة البناء والإدارة لمصنع من تطوير شركة كوفي ستاين ستوديوز السويدية، صدرت النسخة الأولية في 19 مارس 2019 على إيبك غيمز ستور وفي 8 يونيو 2020 على ستيم.